# Нормально розімкнені контакти

Умовна познака електромеханічного реле з 4-ма парами нормально розімкнених і однією парою нормально замкнених контактів

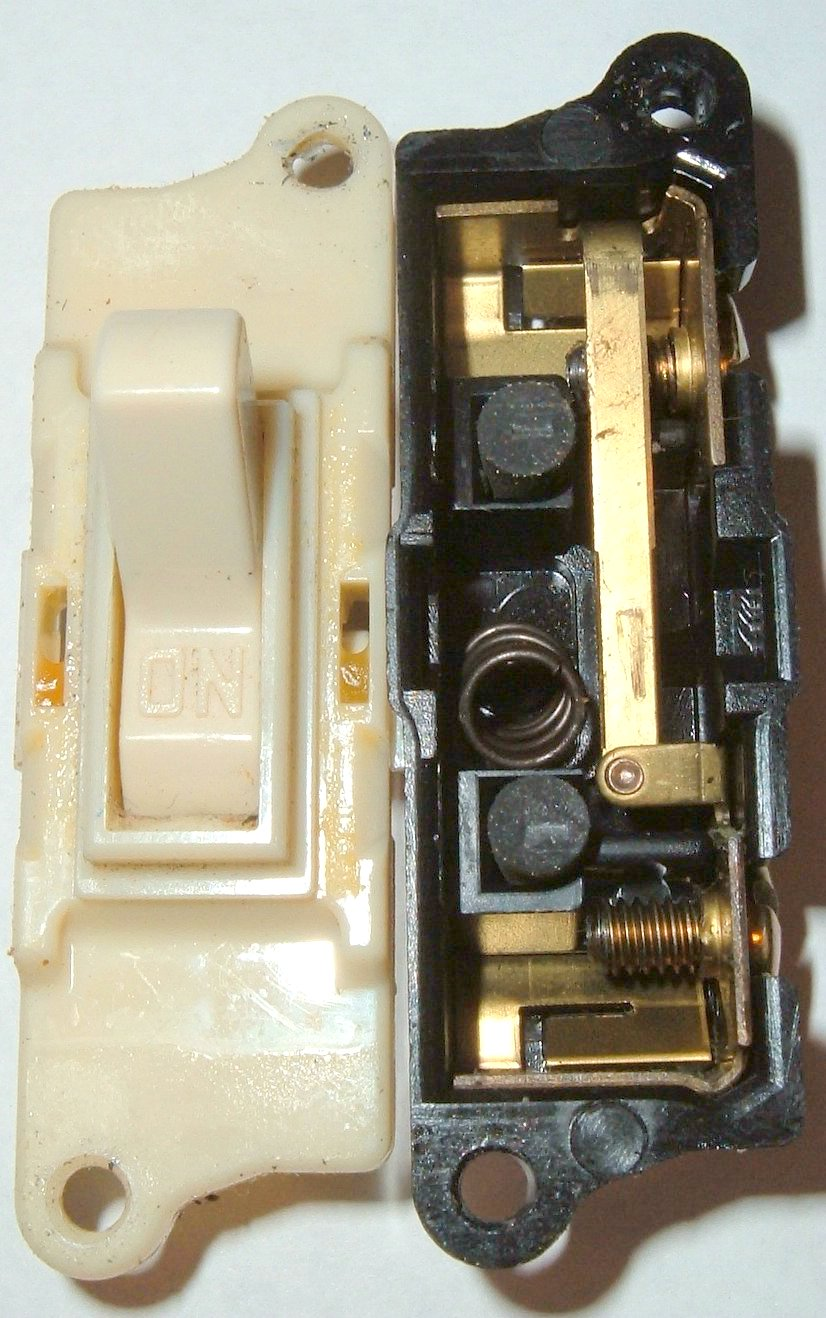
Електричний вимикач з нормально розімкненими контактами

Норма́льно розі́мкнені конта́кти (англ. normally open contact; N.O.) — термін, що характеризує стан «розімкнено» у неробочому стані основних та додаткових електричних контактів реле, кнопок та інших перемикальних електричних пристроїв.
Перемикальні електричні пристрої зазвичай мають два несиметричних стани. Один стан — активний (робочий), інший — пасивний (неробочий, неактивний). Наприклад, для кнопки активний стан — натиснений, а пасивний — ненатиснений; для контактів реле пасивний стан — при знеструмленій обмотці, а активний — при поданому на обмотку струмі; для температурного реле, що спрацьовує при перевищенні температурою граничного значення пасивний стан — стан контактів при температурі, нижчій за граничну, а активний при температурі, вищій за граничну.
Нормально розімкнені контакти є розімкненими у пасивному стані і замкненими в активному.

## В електротехніці
Нормально розімкнені контакти — така конструкція електротехнічного пристрою, яка у пасивному стані має розімкнені електричні контакти, а в активному — замкнені.
 — умовна познака нормально розімкнених (замикальних) контактів (літерний код SA) на електричних схемах.
Контакт керування або допоміжний контакт, який є замкненим, коли головні контакти комутаційного апарата є замкненими, та розімкненим, коли вони розімкнені, ще називають «а»-контактом або замикальним контактом (англ. «a» contact; make contact).

## У програмуванні
Термін «нормально розімкнений контакт» використовується також як метафора мови програмування релейно-контактної логіки для програмованих логічних контролерів. У цьому випадку для кожного контакту призначається логічна змінна, яка є еквівалентною активному чи пасивному стану. При значення логічної змінної «неправда» (англ. FALSE, пасивний стан), контакти вважаються розімкненими, а при значення логічної змінної «істина» (англ. TRUE, активний стан), контакти є замкненими.
Зображення нормально розімкнених контактів у програмах:
—[ ]— — нормально розімкнений контакт (англ. open contact at rest) є розімкнений при значенні «неправда» (англ. FALSE), призначеної йому логічної змінної й замикається при значенні цієї змінної «істина» (англ. TRUE).